# Ana Patricia Non
Ana Patricia Non ist eine philippinische Kleinunternehmerin, die an der Hochschule für Bildende Kunst der Universität der Philippinen Visuelle Kommunikation studierte und nach ihrem Abschluss einen kleinen Möbelladen betrieb. Aufgrund der Covid-19-Pandemie musste sie ihr Geschäft schließen.

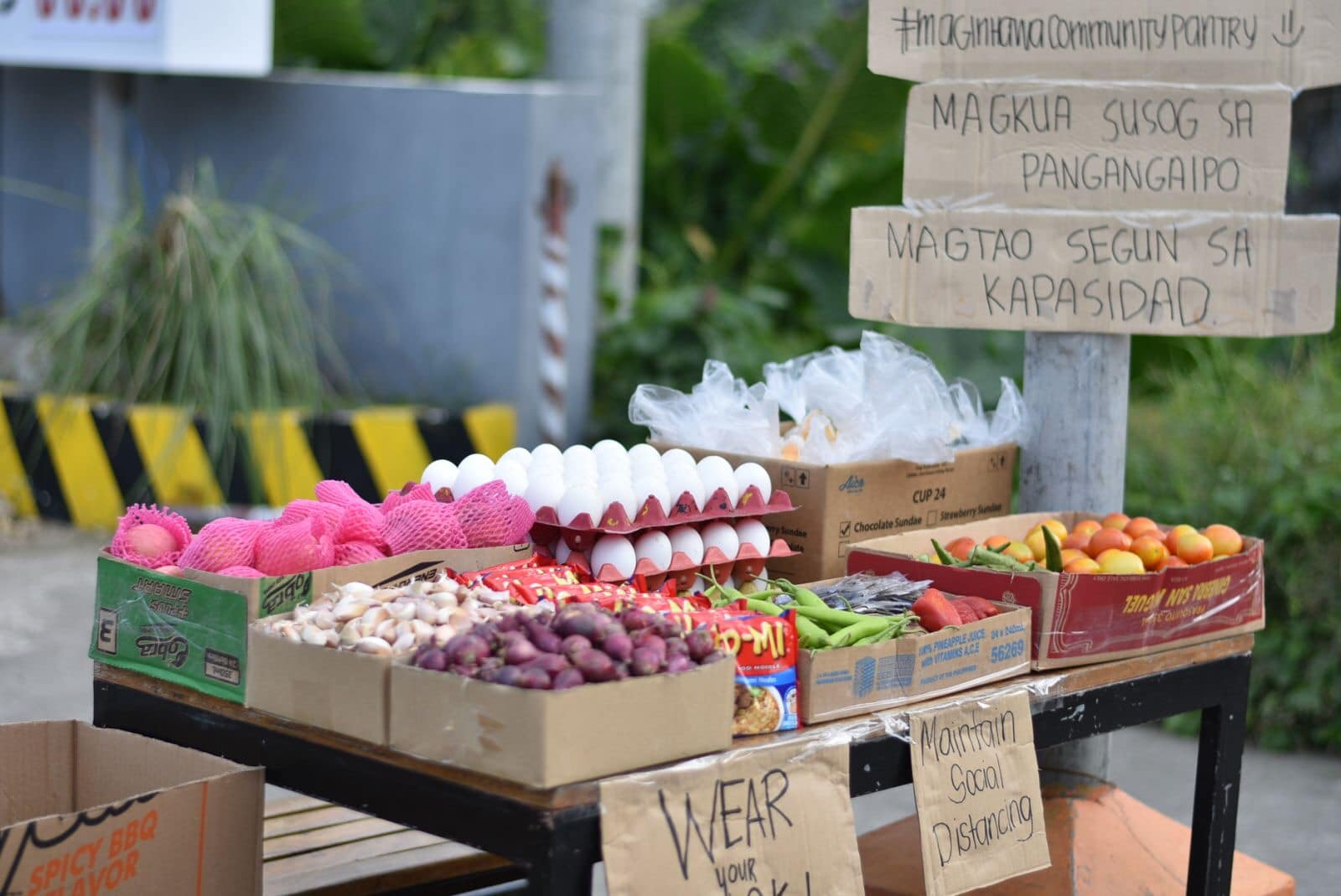
Eine der vielen nach Nons Vorbild entstandenen community pantrys

Am 14. April 2021 rief die damals 26-jährige Ana Patricia Non in Kooperation mit lokalen Bauern und Gemüsehändlern eine Lebensmittelbank für ihr lokales Wohnviertel in der Maginhawa Straße in Quezon City ins Leben, um bedürftige Menschen mit Lebensmitteln zu versorgen, die durch die Pandemie und staatlich angeordnete Quarantänemaßnahmen und Lockdowns in Not geraten waren. Mit einem einfachen Pappschild mit der Aufschrift „Magbigay ayon sa kakayahan, kumuha batay sa panganganilangan“ („Jeder nach seinen Fähigkeiten, jeder nach seinen Bedürfnissen“) lud sie ihre Mitmenschen ein, zu geben, was sie entbehren können, und zu nehmen, was sie benötigen. Ihr Engagement verbreitete sich rasch über die sozialen Medien, versehen mit dem Hashtag #MaginhawaCommunityPantry, und fand Nachahmer im ganzen Land. Bereits eine Woche später, am 21. April 2021 berichtete die überregionale Tageszeitung Philippine Daily Inquirer, dass schon etwa 350 weitere solche Lebensmittelausgabestellen entstanden. Ganz ungefährlich war diese Initiative nicht, schnell gerieten die freiwilligen Helfer ins Visier der Antikommunistischen Task-Force der Regierung und deren Unterstützer und waren Drohungen und Einschüchterungen ausgesetzt. Diese Task-Force war 2018 mit der Executive Order 70 durch Präsident Duterte gegründet worden um lokale bewaffnete Konflikte mit kommunistischen Gruppen wie der New People’s Army zu beenden. Aufgrund von Non's Motto „Jeder nach seinen Fähigkeiten, jeder nach seinen Bedürfnissen“, was dem kommunistischen Grundsatz nach Karl Marx entspricht, wurden ihr regierungsfeindliche Aktivitäten unterstellt, nicht zuletzt auch weil die Einrichtung der Lebensmittelbank mit Kritik an zu wenig und zu langsamer Pandemie-Hilfen durch die Regierung verbunden war. Ana Patricia Non jedoch wies jegliche politischen Ambitionen oder Verstrickungen von sich, sie wolle lediglich den notleidenden Menschen helfen. Dennoch stellte sie nach einigen Tagen kurzzeitig die Verteilung der Lebensmittel ein, da sie weder freiwillige Helfer noch die Empfänger der Lebensmittel in Gefahr bringen wollte und zunächst deren Sicherheit gewährleistet wissen wollte. Als der Chef der PNP (Philippine National Police) Debold Sinas, nicht zuletzt wegen der inzwischen entstandenen großen öffentlichen Aufmerksamkeit, wenig später verkündete, dass der Polizei nicht an einem Profiling der Organisatoren dieser Lebensmittelausgabestellen interessiert sei, da es sich hierbei um persönliche Aktivitäten einzelner Personen handle, und interne Untersuchungen des Vorgehens einzelner lokaler Polizeieinheiten ankündigte, setzte Non wenig später ihre Aktivitäten fort. Rasch verbreiteten sich dann diese lokal community pantry (etwa Gemeinschaftsspeisekammer) genannten Einrichtungen im ganzen Land weiter und erreichten innerhalb weniger Wochen eine Zahl von 6700.
Für ihr Engagement erhielt Ana Patricia Non verschiedene Auszeichnungen. Die US-Botschaft in Manila ehrte Non am 18. Mai 2021 mit dem Ambassador’s Woman of Courage Award. Am 26. Juni 2021 wurde ihr der Dragon Star Award vom in Quezon City ansässigen Verband philippinisch-chinesischer Geschäftsleute (Quezon City Association of Filipino-Chinese Businessmen, Inc) verliehen, eine Ehrung von Helden des wahren Lebens. Und im Januar 2022 wählte sie die Tageszeitung Philippine Daily Inquirer zum Filipino of the Year, einen Titel, den die Redaktion der Zeitung jährlich an Personen verleiht, die sich ihrer Meinung nach in besonderer Weise positiv um das Leben der Nation verdient gemacht haben. Für das Jahr 2021 teilt sich Non diesen Titel mit der Gewichtheberin Hidilyn Diaz.